# 基秦拿
基秦拿（英語：Kitchener，/ˈkɪtʃɨnər/），1916年之前稱為柏林，是加拿大安大略省南部一座城市，為滑鐵盧區的行政中心，與鄰近的滑鐵盧市合稱「基秦拿－滑鐵盧」（Kitchener-Waterloo，簡稱「K-W」），而兩者亦與劍橋市組成三聯市都會區（Tri-Cities）。據2011年加拿大人口普查所示，基秦拿有219,153名居民，而三聯市都會區則有477,160名居民，是全國第10大和安省第4大人口普查區。

## 歷史

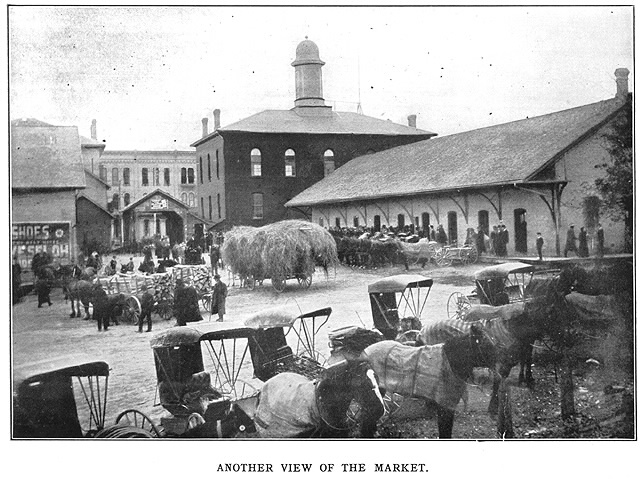
1906年的柏林市集

為了報答易洛魁聯盟六大部族於美國獨立戰爭期間效忠英方，英國政府於1784年將現基秦拿市所在一帶共240,000公頃的土地給予該六大部族。六大部族其後於1796年至1798年間將當中38,000公頃的土地售予理查德·比斯利上校。另一方面，美國獨立後，原居於賓夕法尼亞州的德裔門諾會教徒擔心他們會受到逼害，而有見上加拿大當局保證移民能享有宗教自由並有大量廉價土地出售，部分賓州門諾會家庭遂從1790年代起移居此處，到1800年現基秦拿市所在亦出現其首個永久性非原住民聚落。比斯利上校剩下的土地亦全部被門諾會教徒購入，該塊土地遂稱為「德裔人公司土地」（Germany Company Tract），再細分成多塊農地。
到1816年，上加拿大政府正式將德裔人公司土地設為滑鐵盧鄉，而該帶亦於1820至70年代間成為德語歐洲移民在加拿大的主要定居地之一。隨著人口陸續增長，該帶逐漸形成一個具規模的村落，並於1833年以當時普魯士王國的首都為名設立柏林村（village of Berlin）。滑鐵盧縣於1853年成立後，柏林成為其縣治。大主幹鐵路（Grand Trunk Railway）從多倫多經柏林前往薩尼亞的延綫於1856年開通後，柏林的工業發展漸趨蓬勃，並於1912年6月9日正式設市。
然而，隨著第一次世界大戰於1914年展開，國内的反德情緒日漸高漲，隨之而來的也是要求柏林市更名的呼聲。柏林市於1916年5月舉行公投決定更改市名，市民再於同年6月從六個入選名稱中選出「基秦拿」為新市名；名稱是紀念於同年逝世的英國戰爭部長基秦拿伯爵。新市名於同年9月1日生效。

## 人口
| 族裔背景                               | 人口   | 百分比 |
| -------------------------------------- | ------ | ------ |
| 加拿大人                               | 55,465 | 29.48% |
| 德裔                                   | 47,380 | 25.18% |
| 英格蘭裔                               | 43,030 | 22.87% |
| 愛爾蘭裔                               | 29,520 | 15.69% |
| 蘇格蘭裔                               | 29,320 | 15.58% |
| 法裔                                   | 17,620 | 9.36%  |
| 波蘭裔                                 | 10,515 | 5.59%  |
| 荷蘭裔                                 | 7,240  | 3.85%  |
| 葡萄牙裔                               | 5,350  | 2.84%  |
| 意大利裔                               | 4,670  | 2.48%  |
| 來源：加拿大統計局（可作多過一個選項） |        |        |

據2006年加拿大人口普查所示，基秦拿有204,668名居民，當中男女比例為49.2%對50.8%。5歲以下小童佔市内人口6.0%，較安省平均5.5%和全國平均5.3%為高。屆退休年齡的居民則佔市内人口11.7%，較安省平均13.6%和全國平均13.7%為低。居民年齡中位數為37歲，較安省平均39歲和全國平均40歲為低。市内人口於2001年至2006年間增長達7.5%，較安省平均6.6%和全國平均5.4%為高。
市内人口中有15.4%宣稱自己屬可見少數族裔。少數族裔人口最多的是黑人（3.2%）、南亞裔（3.1%）、拉丁美洲裔（2.2%）、東南亞裔（2.0%）和華裔（1.4%）。.
據2001年人口普查所示，市内人口中有78.85%為基督徒：新教徒佔市内人口41.32%，羅馬天主教徒佔32.44%，其他如東正教、耶穌基督後期聖徒教會和耶和華見證人會等教徒則佔5.07%。市内其他宗教的教徒包括伊斯蘭教（2.24%）、印度教（1.00%）、猶太教、錫克教和佛教等。

## 教育

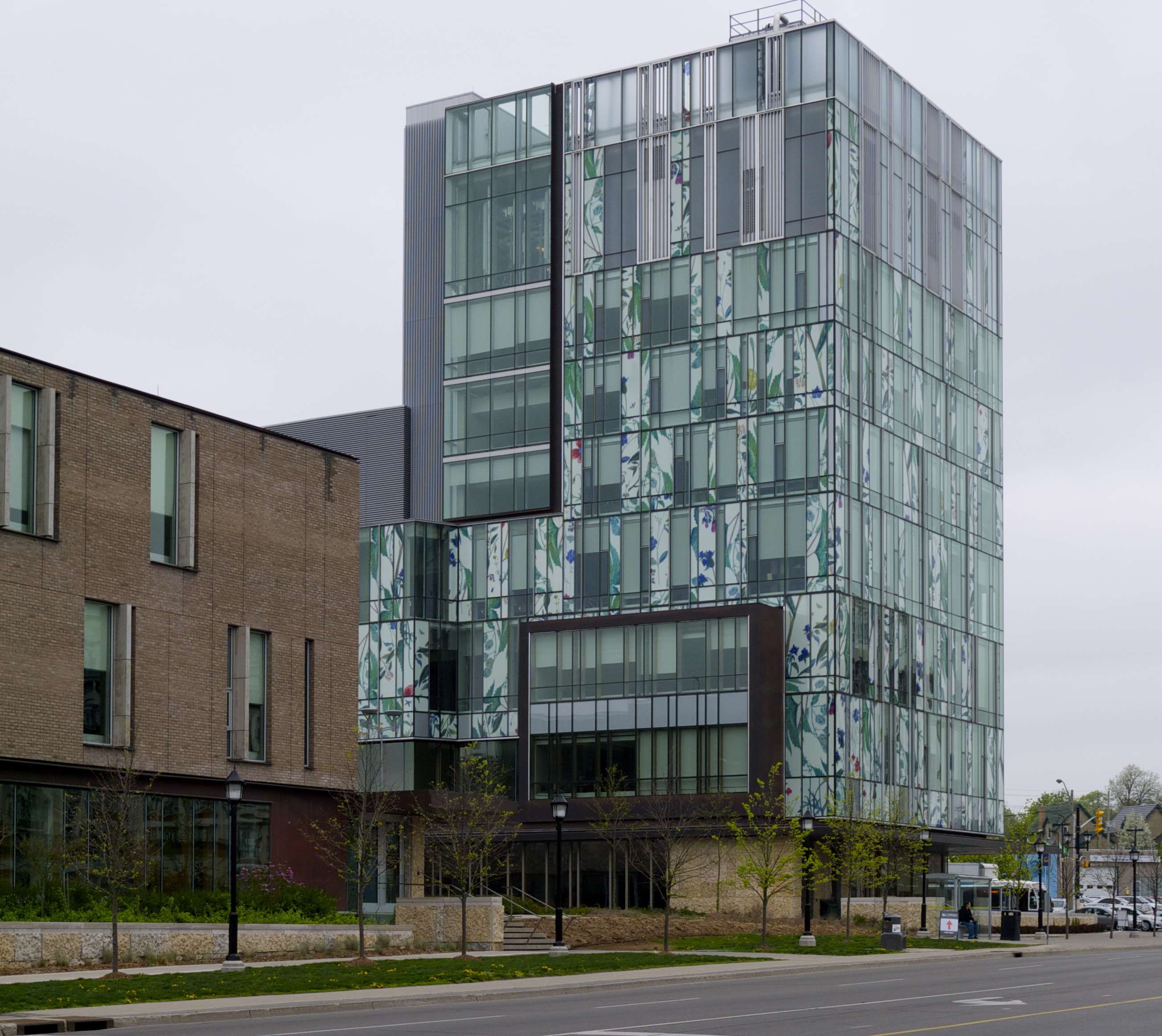
位於基秦拿市内的滑鐵盧大學藥劑學院

滑鐵盧區教育局（Waterloo Region District School Board）負責營運市內的6間英語公立中學和41間英語公立小學，而滑鐵盧天主教教育局（Waterloo Catholic District School Board）則負責營運市內的英語天主教公立中小學。中南部天主教教育局（Conseil scolaire de district catholique Centre-Sud）在市内營運一間法語天主教公立小學，並於鄰近的劍橋市營運一間法語天主教公立中學；而維亞蒙德教育局（Conseil scolaire Viamonde）則於鄰近的滑鐵盧市營運一間法語公立小學。
專上教育方面，滑铁卢大学和威尔弗里德·劳雷尔大學的主校園皆位於隔鄰的滑鐵盧市，而基秦拿市内則設有滑鐵盧大學的藥劑學院和威爾弗里德·勞雷爾大學的社工學系。此外，康尼斯托加學院的主校園亦設於基秦拿市内。

## 交通

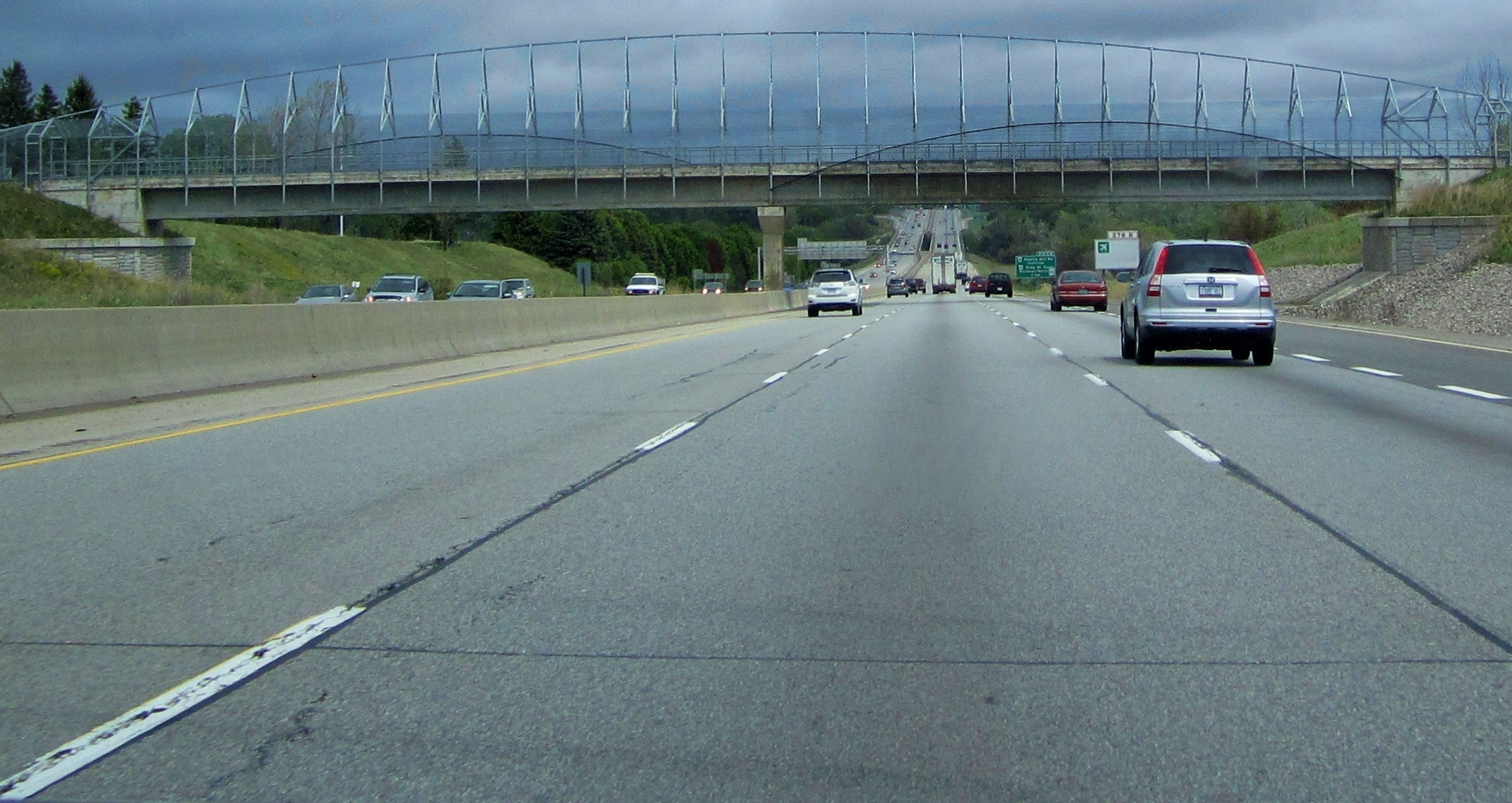
基秦拿市内一段401號公路

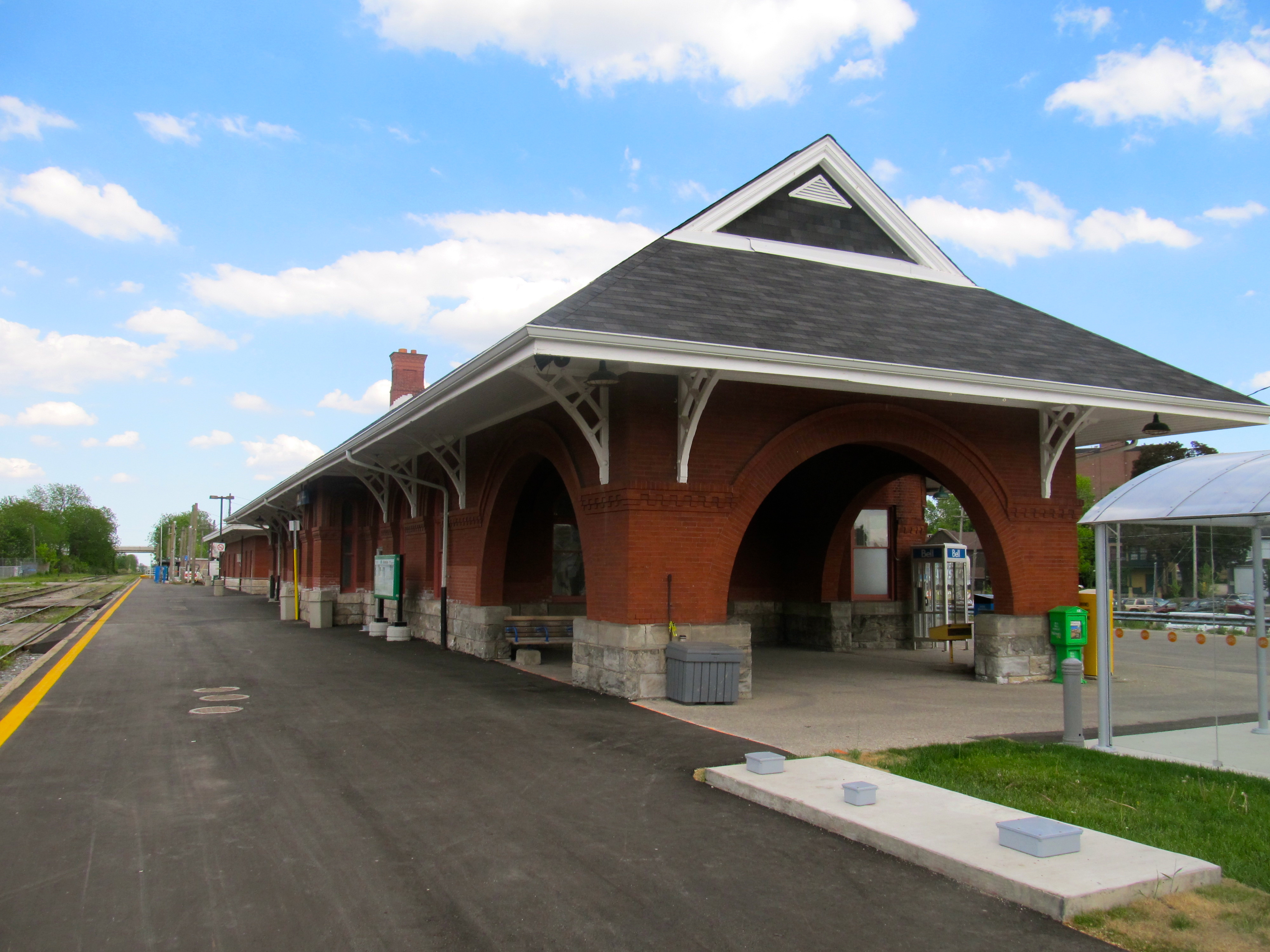
基秦拿火車站

### 公路
基秦拿市的主要公路是康尼斯托加園林公路（Conestoga Parkway），該公路於不同路段被分別編號為7號和8號公路。401號公路則於基秦拿市南端分別與8號公路和荷馬·屈臣大道交匯。

### 公共交通
滑鐵盧區的公共交通服務自2000年起由格蘭河交通局（GRT）營運；該機構是由劍橋交通局和基秦拿交通局合併而成。GRT現時在基秦拿市提供多條巴士綫，部分並伸延至滑鐵盧市和劍橋市。GRT並從2005年9月起開辦一條名為「iXpress」的快速巴士綫連接劍橋市、基秦拿市和滑鐵盧市。
滑鐵盧區議會於2003年一致通過《地區發展管理策略》，當中包括研究設置一個捷運系統連接上述三個城市的心臟地帶。相關的環境評估報告於2009年完成，並建議當局採納輕型鐵路的方案。區議會於2009年通過該項建議，而滑鐵盧區輕鐵項目則於2014年動工興建，首期路段於2018年初開通，當中11個車站（包括四個單向車站）設於基秦拿市以内。
GO運輸公司從2009年10月31日起提供來回基秦拿市和密西沙加一號廣場購物中心的長途巴士綫。

### 鐵路
鐵路服務是由維亞鐵路提供，現時每天有4班來往伦敦和多倫多的列車停靠基秦拿火車站。另外，GO運輸公司的喬治鎮通勤鐵路綫則於2011年經貴湖伸延至基秦拿，並改稱「基秦拿綫」。

### 航空
距離基秦拿最近的機場是位於布雷斯勞的滑鐵盧區國際機場，但此機場所提供的定期航班卻較為疏落，因此居民通常使用多倫多皮爾遜國際機場。

## 外部連結
- 基秦拿市官方網頁